# غزوة بني المصطلق
غَزْوَةُ بَنِي المُصْطَلِق (أو غزوة المُرَيسِيع) هي إحدى غزوات النبي محمد ﷺ بين جيش المسلمين والمنافقين وقعت عند بئر المريسيع  أسفل وادي قديد وهو ماء لبني المصطلق بطن من خزاعة جرت أحداثها في شعبان سنة 5 هـ عند عامة أهل المغازي، وسنة 6 هـ على قول ابن إسحاق وهو أصح الأقوال. تكتسب هذه الغزوة أهمية خاصة في التاريخ الإسلامي لوقوع حادثة الإفك فيها وللمحاولات التي بذلها المنافقون لتمزيق وحدة المسلمين بإيجاد الشقاق بين المهاجرين والأنصار.

## سبب الغزوة
سمع النبي محمد ﷺ باجتماع قبيلة بني المصطلق مع زعيمهم الحارث بن أبي ضرار لتجهيز الخيل والسلاح استعدادها للإغارة على المدينة، فبعث النبي محمد ﷺ بريدة بن الحصيب الأسلمي ليؤكد له الخبر، فرجع وأكد للنبي محمد ﷺ صحة هذه الأخبار، فما كان منه إلا أن جمع المسلمين في سبعمائة مقاتل وثلاثين فرسًا وانطلق إليهم لرد شرهم قبل أن يشكلوا خطراً على المدينة، وكان خروجه من المدينة في 2 شعبان سنة 6 هـ، فباغتهم عند منطقة تعرف بماء المريسيع، وأغار عليهم وهم غارون، وأنعامهم تسقى على الماء، فقتل مقاتلتهم، وسبى ذراريهم.
غنم المسلمون غنائم ضخمة وسبوا عددًا كبيرًا من نساء القبيلة، وكان من بين السبايا جويرية بنت الحارث ابنة زعيم بني المصطلق الحارث بن ضرار، والتي أصبحت ملك يمين للنبي محمد. لاحقاً تزوج النبي محمد من جويرية بعد أن أدى عنها كتابها لثابت بن قيس بن شماس.

## ما بعد الغزوة
كشف المنافقون عن مدى حقدهم على الإسلام والنبي محمد وازدادوا غيظًا بنصر المسلمين، فسعوا إلى إثارة الفتنة بين المهاجرين والأنصار لكن محاولتهم فشلت، كما سعى عبد الله بن أبي بن سلول إلى عرقلة جهود النبي في الدعوة ومنع الأموال من أن تدفع لذلك، وتوعّد بإخراج النبي من المدينة إن هو عاد إليها وقال: لئن رجعنا إلى المدينة ليخرجن الأعز منها الأذل.
وحين علم النبي محمد بما قال استدعاه هو وأصحابه فأنكروا ذلك، وحلفوا بأنهم لم يقولوا شيئًا، فأنزل الله سورة المنافقين تكذيبا لهم، يقول الله في السورة: ﴿هُمُ الَّذِينَ يَقُولُونَ لَا تُنْفِقُوا عَلَى مَنْ عِنْدَ رَسُولِ اللَّهِ حَتَّى يَنْفَضُّوا وَلِلَّهِ خَزَائِنُ السَّمَاوَاتِ وَالْأَرْضِ وَلَكِنَّ الْمُنَافِقِينَ لَا يَفْقَهُونَ ۝٧ يَقُولُونَ لَئِنْ رَجَعْنَا إِلَى الْمَدِينَةِ لَيُخْرِجَنَّ الْأَعَزُّ مِنْهَا الْأَذَلَّ وَلِلَّهِ الْعِزَّةُ وَلِرَسُولِهِ وَلِلْمُؤْمِنِينَ وَلَكِنَّ الْمُنَافِقِينَ لَا يَعْلَمُونَ ۝٨﴾ [المنافقون:7–8]
ومع كون غزوة بني المصطلق ليست من الغزوات الكبرى للنبي محمد ولم يكن فيها الصراع طويلًا ولا عدد القتلى كثيرًا، إلا أن هذه الغزوة اكتسبت أهمية خاصة في السيرة النبوية لخطورة الآثار الخبيثة التي تسبب فيها المنافقون، فمنهم من رأى الانتصارات المتعددة والغنائم الكثيرة التي جاءت في السرايا والغزوات التي أعقبت الأحزاب، فقرروا الخروج مع المسلمين طمعًا في الغنائم، فكادوا أن يتسببوا بأكثر من أزمة، كل واحدة منها كانت كافية للإطاحة بكيان الدولة الإسلامية، يقول الله في السورة: ﴿لَوْ خَرَجُوا فِيكُمْ مَا زَادُوكُمْ إِلَّا خَبَالًا وَلَأَوْضَعُوا خِلَالَكُمْ يَبْغُونَكُمُ الْفِتْنَةَ وَفِيكُمْ سَمَّاعُونَ لَهُمْ وَاللَّهُ عَلِيمٌ بِالظَّالِمِينَ ۝٤٧﴾ (سورة التوبة، الآية 47).
وهذا عين ما حدث، ففي غزوة بني المصطلق تسببوا في العديد من الفتن وكما قال الله: { وَفِيكُمْ سَمَّاعُونَ لَهُمْ }، أي فيكم أيها المؤمنون الصادقون من يلتبس عليه الأمر فيشارك في الفتنة ويقع فيها.

## فتن أثارها المنافقون
كانت الفتنة الأولى هي الإيقاع بين المهاجرين والأنصار على السقاية من بئر من آبار المنطقة، وهذا الحدث نادر في السيرة ولعله الوحيد وكانت الفتنة ستتفاقم لولا حكمة النبي محمد في السيطرة عليها، تقول الرواية: «تنازع سنان بن وبر الجهني حليف بني سالم من الأنصار وجهجاه بن سعيد الغفاري الكناني على الماء فضرب جهجاه سنانا بيده فنادى سنان يا للأنصار ونادى جهجاه يا لقريش يا لكنانة فأقبلت قريش سراعا وأقبلت الأوس والخزرج وشهروا السلاح فتكلم في ذلك ناس من المهاجرين والأنصار حتى ترك سنان حقه وعفا عنه واصطلحوا.»
وحين قال عبد الله بن أبي ابن سلول: «"لئن رجعنا إلى المدينة ليخرجن الأعز منها الأذل ثم أقبل على من حضر من قومه فقال هذا ما فعلتم بأنفسكم"» سمعه زيد بن أرقم فأبلغ محمد ﷺ قوله، فأمر بالرحيل وخرج من ساعته وتبعه الناس فقدم عبد الله بن عبد الله بن أبي سلول الناس حتى وقف لأبيه على الطريق فلما رآه أناخ به وقال: «لا أفارقك حتى تزعم أنك الذليل ومحمد العزيز» فمر به محمد ﷺ فقال: « دعه فلعمري لنحسنن صحبته ما دام بين أظهرنا ».
كما نجمت عن هذه الفتنة أخرى خطيرة، وهي فتنة نداء المنافقين في أوساط الأنصار بأن يخرجوا المهاجرين من المدينة، وقال عبد الله بن أُبي بن سلول كلمته يعلق فيها على المهاجرين بقوله: «"والله ما نحن وهم إلا كما قال الأول: سمن كلبك يأكلك، أما والله لئن رجعنا إلى المدينة ليخرجن الأعز منا الأذل"».
ثم حدثت فتنة ثالثة شنيعة وهي حادثة الإفك، وفيها اتهم المنافقون زوجة محمد ﷺ عائشة بالفاحشة، وقد وقع بعض المؤمنين في الأمر، واتسع نطاق الأزمة حتى شمل المسلمين كلهم ما بين مدافع ومهاجم وما بين مبرئ ومتهم، ولم ينزل وحي في القضية إلا بعد شهر كامل حين نزل بتبرئة السيدة عائشة من التهمة الشنيعة التي أثارها المنافقون حولها واشترك فيها بعض المؤمنين، وكانت حادثة الإفك هذا من أشد الأزمات التي مرت بالمسلمين وواحدة من أهم نقاط الخلاف بين المسلمين السنة والشيعة.

## استمرار النشاط العسكري للمسلمين
وقعت غزوة بني المصطلق في شهر شعبان سنة 6 هـ، ومع أن المدينة كانت تغلي بالأحداث الأخيرة وخاصة حادثة الإفك، إلا أن حركة الجهاد لم تتوقف، فقد خرج النبي محمد في نفس شهر شعبان 6 هـ سريتين هامتين جدًّا، أحدهما بقيادة عبد الرحمن بن عوف إلى ديار بني كلب بدُومة الجندل على مسافة ضخمة جدًّا من المدينة، والأخرى بقيادة علي بن أبي طالب إلى ديار بني سعد بفدك الذين كانوا يعدون قوة للتعاون مع يهود خيبر لحرب المسلمين.
وفي شهر رمضان سنة 6 هـ أرسل الرسول سرية أخرى إلى بني فزارة في منطقة وادي القرى، وكان على رأسها أبو بكر الصديق أو زيد بن حارثة، وكانت هناك امرأة تدعى أم قرفة قد أعدت فرقة من ثلاثين فارسًا لاغتيال محمد ﷺ ، وقد واجهت السرية الإسلامية الفرسان الثلاثين فقتل المشركون جميعًا.
ثم ازداد نشاط المسلمين جدًّا في شهر شوال سنة 6 هـ، فأخرج الرسول ثلاث سرايا، الأولى إلى مجموعة من المشركين من قبائل عكل وعرينة، وكانوا أظهروا الإسلام ثم غدروا بأصحاب الرسول وقتلوا واحدا منهم وسرقوا كمية من الإبل، فأرسل النبي محمد ﷺ في أثرهم سرية بقيادة كرز بن جابر الفهري واستطاع الإمساك بهم وقتلهم، وتمكن من استرداد الإبل. أما السرية الثانية في شهر شوال فكانت بقيادة عبد الله بن رواحة ومهمتها اغتيال اليُسير بن رِزام أمير خيبر وهو من أكابر اليهود، ومن الذين أخذوا يجمعون اليهود في خيبر ووادي القرى لحرب المسلمين، ولم يكتف بذلك، بل بدأ يجمع غطفان من جديد لحرب المسلمين ويقوم بالدور الذي قام به قبل ذلك حيي بن أخطب، وسلام بن أبي الحقيق؛ ولكي لا تتكرر مأساة حصار المسلمين في داخل المدينة وحرص محمد ﷺ على التخلص من هذا الطاغية، وبذلك يجنب المسلمين ويلات أزمة ضخمة قد تحدث، فكانت هذه السرية المكونة من ثلاثين مسلم في شوال سنة 6 هـ، وتمكنت من قتل اليسير بن رزام، وأمن المسلمون بذلك شر خيبر بصفة مؤقتة.
ولا شك أن العلاج النهائي لمشكلة خيبر، وتأليبها المستمر على المسلمين لا يكون إلا بالغزو المباشر وحربها حربا فاصلة كتلك الحروب التي تمت قبل ذلك مع يهود بني قينقاع وبني النضير وبني قريظة، لكن محمد ﷺ لم يكن يستطيع أن يغزو خيبر دون أن يؤمن ظهره وأخطر ما يهدد ظهره هو غزو قريش للمدينة، وخاصة أنه لم يمضِ على غزو المدينة إلا عام واحد فقط، وإذا خرج محمد ﷺ لحرب خيبر حربًا شاملة فقد يستغرق ذلك فترة طويلة من الزمان قد تصل إلى شهر، لشدة بأس المقاتلين من أهل خيبر ومناعة حصونهم، ولا يستطيع محمد ﷺ أن يترك المدينة خالية من الجند فترة طويلة غير محسوبة؛ لذلك اكتفى محمد ﷺ بقتل رأس الفتنة ومحرك الجموع اليسير بن زرام إلى أن يصل إلى وسيلة لتأمين جانب قريش، ثم بعدها يتفرغ لقضية خيبر. ولا شك أن كل هذه الأحداث تفسر ما سيحدث بعد ذلك من صلح الحديبية من اتفاق المسلمين وقريش على فترة من الزمان.
أما السرية الثالثة والأخيرة في هذا الشهر فكانت سرية أخرى وجهتها إلى مكة عقر دار قريش، ومهمتها هي اغتيال أبي سفيان شخصيًّا، وكانت هذه السرية ردًّا على تجميع أبي سفيان للجموع الضخمة لحصار المسلمين في الأحزاب، ومحاولة إهلاك أهل المدينة جميعًا، وردًّا على محاولة أبي سفيان لاغتيال محمد ﷺ عندما أرسل أعرابيًّا إلى المدينة لهذا الغرض وفشلت محاولة الأعرابي، كما فشلت أيضًا محاولة السرية الإسلامية التي كانت بقيادة عمرو بن أمية الضمري في اغتيال أبي سفيان، لكنه بعد فترة أسلم وحسن إسلامه، لكن المهم في هذا الموقف أن قريشًا علمت أنها مهددة في عقر دارها.

## وقفة مع السنة السادسة للهجرة
كانت سرية عمرو بن أمية في شوال سنة 6 هـ، وبذلك مرت سنة كاملة على غزوة الأحزاب والتي كانت في شوال سنة 5 هـ، تميزت السنة السادسة من الهجرة بأنها كانت سنة جهادية من الدرجة الأولى، انتشرت فيها جيوش الإسلام في كل أنحاء الجزيرة العربية تقريبًا، وفيها عشرون حملة عسكرية، أي ما يقارب من حملة عسكرية كل عشرين يوم، كان منها سبع عشرة سرية بقيادة الصحابة، وثلاث بقيادة محمد ﷺ، ومع أن هذه الغزوات والسرايا بصفة عامة لم تكن من المعارك الضخمة إلا أن تأثيرها كان عميقًا على أهل الجزيرة سواء من المسلمين أو المشركين أو اليهود أو المنافقين أو الأعراب.

## آثار الغزوات والسرايا
1. تحسن الوضع الأمني للمسلمين في الجزيرة العربية سواء في المدينة المنورة أو في القبائل المسلمة في أي مكان، أو حتى للمسلمين العابرين، أو المسافرين من مكان إلى مكان، فقد أصبح للمسلمين هيبة عظيمة في قلوب الجميع.
2. تحسن المستوى العسكري والأداء القتالي للمسلمين تحسنًا ملحوظًا، فهذه كانت دورات عسكرية تدريبية عملية تختلف كثيرًا عن التعليم النظري، وتختلف حتى عن التدريب الاصطناعي غير الواقعي. وسيظهر أثر هذه التدريبات المكثفة على مستقبل الجيش الإسلامي في المعارك اللاحقة كخيبر ومؤتة وفتح مكة حُنين والطائف وغيرها.
3. تحسن الوضع الاقتصادي للدولة الإسلامية؛ وذلك نتيجة لعدة عوامل منها الاستقرار الأمني الذي يشجع المناخ التجاري، ومنها العلاقات المنتشرة للمسلمين في كل مكان، ومنها كثرة الغنائم من السرايا والغزوات، ومنها اعتماد المسلمين تجاريًّا على أنفسهم بعد قطع العلاقات التجارية مع اليهود.
4. أقام المسلمون علاقات دبلوماسية قوية مع الكثير من موازين القوة في الجزيرة العربية، سواء على المستوى القبلي أو على مستوى الأفراد الزعماء، فعلى سبيل المثال أقام المسلمون علاقات دبلوماسية قوية مع قبائل بني المصطلق، وبني كلب في دومة الجندل، وكذلك مع بعض الزعماء الكبار أمثال ثمامة بن أثال.
5. في مقابل هذه العلاقات حدث تفكك ملحوظ في علاقات قريش بكثير من القبائل العربية، فالقبائل التي عقدت علاقات مع المسلمين فقدتها قريش، وآثرت أكثر القبائل أن تبقى على الحياد، فلا هي مع قريش ولا هي مع المسلمين، وهذا انتصار للمسلمين؛ لأن قريشا مع ما لها من تاريخ وقوة وسيادة لم تعد مقنعة لعموم القبائل العربية كحليف، وهذا -لا شك- سيكون له بُعد مهم في صلح الحديبية القادم.
6. شعرت قريش بالقلق الشديد نتيجة نمو الدولة الإسلامية بهذه الصورة وأحست أن المسلمين قادرون على تهديدها في عقر دارها، ورأينا اقتراب سرية إسلامية خرجت أثناء غزوة بني لحيان من صدور مكة المكرمة، ومحاولة اغتيال أبي سفيان. ولا شك أن هذا وغيره كان له أثر كبير على الحالة النفسية للقرشيين جعلهم يشعرون أن البساط يسحب من تحت أقدامهم، وأن الأيام القادمة ليست لهم، وهذا -لا شك- سيكون له أثر واضح في تحديد بنود صلح الحديبية.
7. نتيجة التقدم الإسلامي الملموس، والتأخر القرشي الواضح ارتفعت معنويات المسلمين جدًّا وزادت ثقتهم بأنفسهم، وهذا سيعطيهم القدرة على الانطلاق إلى قرارات جريئة تكون لها تبعات كبيرة ولن يقف أمام أحلامهم أحد، بل إننا سنشاهد مواقف لعلها لم تكن تخطر أصلاً في أحلام المسلمين.
8. نتيجة هذا المستوى الإسلامي المتميز سارع المنافقون بكتم نفاقهم، ومن كان يجاهر بالسوء أيام الأحزاب فإنه الآن يداهن ويتخفى، وليس معنى ذلك أنهم سيكفون عن أذاهم، ولكن معناه أنهم سيكيدون كيدهم بحذر أكثر وحرص أعظم، وهذا قد يضاعف من خطرهم، وما أحداث غزوة بني المصطلق بخافية على أحد، فهم دبروا هذه الفتنة التي حدثت بها في الظلام دون أن يجهروا بشيء، بل إنهم عندما سئلوا مباشرة عن هذه الأحداث أنكروها وحلفوا بالله تعالى ما قالوا. ولا شك أن فتنة المنافقين ستزداد كلما ازدادت قوة الدولة الإسلامية، وستتفاقم هذه الفتنة بعد ثلاث سنوات، وأثناء غزوة تبوك.
9. ضعفت قوة اليهود إلى حد كبير، فقد قتل أكابرهم بدءًا بحيي بن أخطب وسلام بن مشكم أثناء غزوة بني قريظة، ومرورا باغتيال الزعيمين الجدد سلام بن أبي الحقيق واليسير بن رزام، ثم إنهم قد هوجموا في وادي القرى وفدك وهددوا تهديدًا خطيرًا، وفوق ذلك فقد فقدوا الكثير من أحلافهم في الجزيرة العربية بعد الحملات الإسلامية المتكررة هنا وهناك، فلقد كانت هذه الحملات بمنزلة تقطيع الأوصال ليهود خيبر تمهيدًا للقاء فاصل يريح الناس من أذى اليهود.
10. نتيجة هذه الحملات العسكرية هنا وهناك سمع أهل الأرض بهذا الدين الجديد وهذه الدولة الإسلامية الحديثة، وتحولت الدعوة من المحلية إلى العالمية ومن الجزيرة العربية إلى القارات المختلفة، ومن العرب إلى كل أجناس الأرض والعناصر، وسوف يكون لهذا أثر في الخطة المستقبلية للدولة الإسلامية، وبخاصة بعد صلح الحديبية، وسيبدأ محمد ﷺ في مراسلة زعماء العالم أجمع والذين سمعوا عن هذه الدولة في الجزيرة العربية في هذه السنة السادسة من الهجرة.

كان هذا الأثر العاشر لهذه الحملات الجهادية، ولا شك أن هذه الآثار الكثيرة كانت تشير إلى أن هناك حدثًا كبيرًا ستمر به المنطقة سيكون له أبلغ الأثر في تغيير الأوضاع، وهو الانتقال إلى مرحلة جديدة تتبدل فيها موازين القوى في الجزيرة العربية، بل في العالم أجمع، وهذا الحدث هو صلح الحديبية.